# La Niña

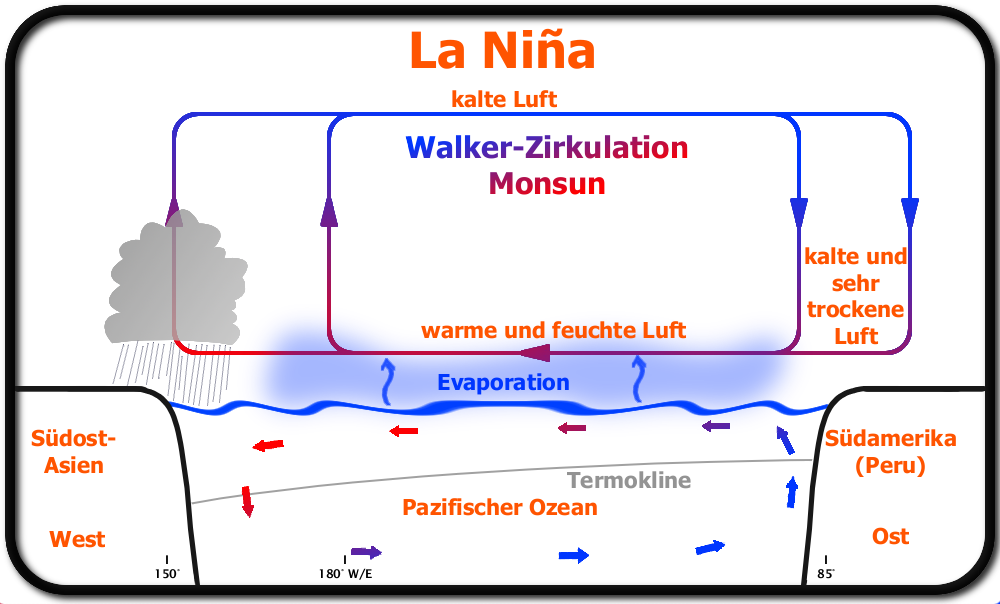
Vindhastigheten ökar intensiteten vilket orsakar mer regn i Sydostasien och Oceanien och torka på Sydamerikas västkust.

La Niña (spanskt uttal: [la ˈniɲa]; öv. 'Flickan') alternativt El viejo och Anti-El Niño, är El Niños motsats och är spanska för den lilla flickan. Fenomenet efterföljer vanligtvis El Niño och är en förstärkning av normalförhållandena. Fenomenet uppstår när vindarna från Stilla havet mot Australien blåser starkare och mer ihållande än vanligt. Mer vatten förs mot Australiens kust, vartefter en kraftig molnbildning skapas. Konsekvensen blir att australiska kontinenten samt Sydostasien och Oceanien får betydligt mer nederbörd än vanligt medan delar av Sydamerika får torka. Temperaturen på vissa ställen ändras med runt en halv grad i medeltemperatur.
Fenomenet kvarstår oftast bara runt ett halvår, men perioder upp mot två år har uppmätts.